# Thressa guizhouensis
Thressa guizhouensis är en tvåvingeart som beskrevs av Yang 1992. Thressa guizhouensis ingår i släktet Thressa och familjen fritflugor.
Artens utbredningsområde är Guizhou (Kina). Inga underarter finns listade i Catalogue of Life.